# Neoraja carolinensis
Neoraja carolinensis is een vissensoort uit de familie van de Rajidae. De wetenschappelijke naam van de soort is voor het eerst geldig gepubliceerd in 1984 door McEachran & Stehmann.